# Pistolet Agner M80
Agner M80 – duński sportowy pistolet samopowtarzalny. Nazwa broni pochodzi od nazwiska duńskiego strzelca Berta Agnera.

## Opis techniczny
Agner M80 działał na zasadzie wykorzystania energii odrzutu zamka swobodnego. Mechanizm spustowy bez samonapinania kurka umożliwiał tylko ogień pojedynczy. Regulowany mechanizm spustowy z możliwością regulacji siły, drogi oraz pozycji spoczynkowej spustu.
Bezpiecznik z lewej strony broni. Był on włączany i wyłączany przy pomocy wyjmowanego klucza. Wciśnięcie klucza powoduje zwolnienie zatrzasku magazynka.
Do zasilania służył jednorzędowy magazynek pudełkowy.
Lufa bruzdowana.
Przyrządy celownicze regulowane, mikrometryczne.